# تیم ملی فوتبال ساحلی السالوادور
تیم ملی فوتبال ساحلی السالوادور نماینده السالوادور در مسابقات بین‌المللی فوتبال ساحلی است. تیم ملی فوتبال ساحلی السالوادور مقام چهارم جام جهانی فوتبال ساحلی ۲۰۱۱ را  کسب کرده‌است.